# Najaden (1834)
Najaden, officiellt HM Korvett Najaden, var en korvett i svenska flottan. Hon sjösattes 1834 och genomförde ett flertal långresor, främst till Västindien och svenskön Saint Barthélemy. Fartyget utrangerades 1874 och höggs upp 1903.
Najadens upphuggning filmades som en av Sveriges tidiga dokumentärfilmer.

## Långresor

### 1837–1838
Fartygschef var kapten Carl Ulner (1796–1859).
Resan skedde tillsammans med fregatten Josephine.

### 1839–1840
Fartygschef var kapten Folke Magnus af Puke (1797–1857).
1. Karlskrona Avseglade 19 oktober 1839
2. Helsingör, Danmark
3. Göteborg
4. Madeira, Portugal
5. Saint Barthélemy, Västindien Anlöpte 28 december 1839, avseglade 19 januari 1840
6. Martinique, Västindien
7. Venezuela
8. New York, USA
9. Karlskrona Anlöpte 20 maj 1840

### 1842–1843
Fartygschef var kapten Claes Samuel Annerstedt (1799–1869). Läkare ombord var Pehr Fredrik Apelqvist.
1. Karlskrona Avseglade 13 september 1842
2. Köpenhamn, Danmark
3. Lissabon, Portugal
4. Montevideo, Uruguay
5. Rio de Janeiro, Brasilien
6. Salvador, Brasilien
7. Barbados, Västindien
8. Saint Barthélemy, Västindien Anlöpte 21 mars 1843, avseglade 16 april 1843
9. Portsmouth, England
10. Känsö
11. Karlskrona Anlöpte 19 juli 1843

### 1846–1847
Fartygschef var kapten Johan Fredric Ehrenstam (1800–1849). Läkare ombord var Hjalmar Abelin.
Fartyget besökte bland annat Godahoppsudden i Sydafrika.

### 1847–1848
Fartygschef var kapten Axel Fredrik Palander (1802-1857).
1. Karlskrona Avseglade 21 september 1847
2. Madeira, Portugal
3. Montevideo, Uruguay
4. Bahia, Brasilien
5. Saint Barthélemy, Västindien Anlöpte 2 mars 1848, avseglade 13 april 1848
6. Fayal, Azorerna
7. Karlskrona Anlöpte 16 juni 1848

### 1849–1850
Fartygschef var kapten Johan Lilliehök af Fårdala (1804–1874).
1. Karlskrona Avseglade 26 september 1849
2. Köpenhamn, Danmark
3. Bahia, Brasilien
4. Pernambuco, Brasilien
5. Martinique, Västindien
6. Saint Barthélemy, Västindien Anlöpte 10 februari 1850, avseglade 3 mars 1850
7. Saint Thomas, Jungfruöarna, Västindien
8. Fort Royal, Martinique, Västindien
9. Havanna, Kuba
10. New York, USA
11. Nashon, USA
12. Boston, USA
13. Plymouth, England
14. Göteborg Anlöpte 3 juli 1850

### 1852–1853
Fartygschef var kapten Otto Améen (1806–1874).
1. Karlskrona Avseglade 25 september 1852
2. Marstrand Avseglade 17 oktober 1852
3. Yarmouth, Norfolk, England Anlöpte 6 november 1852, avseglade 10 november 1852
4. Gibraltar Anlöpte 4 december 1852, avseglade 15 december 1852
5. Kap Matapan, Peloponnesos, Grekland
6. Milos, Grekland Anlöpte 13 januari 1853
7. Pireus, Aten, Grekland  Anlöpte 17 januari 1853
8. Valetta, Malta
9. Gibraltar
10. Cadiz, Andalusien, Spanien Anlöpte 8 april 1853, avseglade 21 april 1853
11. Brest, Bretagne, Frankrike Anlöpte 13 maj 1853, avseglade 24 maj 1853
12. Känsö karantänsanläggning utanför Göteborg Anlöpte 9 juni 1853, avseglade omkring 15 juni 1853
13. Helsingör Anlöpte 20 juni 1853, avseglade samma dag
14. Karlskrona Anlöpte 24 juni 1853. Avmönstrade 4 juli 1853

### 1858–1859
Under resan grundstötte hon på Galopers bankar i Engelska kanalen under hårt väder. Fartygschef var kapten Karl Warberg (1811–1872).
1. Karlskrona Avseglade 7 september 1858
2. Lillesand, Norge
3. Kristiansand, Norge
4. Sheerness, England
5. Chatham, England
6. Santa Cruz, Teneriffa, Spanien
7. Barbados, Västindien
8. Puerto Caballo, Venezuela
9. Havanna, Kuba
10. Barbados, Västindien
11. Martinique, Västindien
12. Saint Barthélemy, Västindien Anlöpte 12 mars 1859, avseglade 30 mars 1850
13. Karlskrona Anlöpte 15 juni 1859

### 1860–1861
Fartygschef var kapten Christian Anders Sundin (1816-1886).
1. Karlskrona Avseglade 10 september 1860
2. Madeira, Portugal
3. Rio de Janeiro, Brasilien
4. Montevideo, Uruguay
5. Barbados, Västindien
6. Guadeloupe, Västindien
7. Saint Barthélemy, Västindien Anlöpte 6 mars 1861, avseglade 27 mars 1861
8. Karlskrona Anlöpte 28 maj 1861